# تفقع سكري المنشأ
الفقاعة السكرية (بالإنجليزية: Diabetic bulla)‏ أو تفقع سكري المنشأ (بالإنجليزية: Bullosis diabeticorum)‏ أو الطفح الفقاعي لداء السكري (بالإنجليزية: Bullous eruption of diabetes mellitus)‏ هو حالة جلدية تمتاز بوجود تبثر غير مؤلم تلقائي غير التهابي في مناطق النهايات مثل الأصابع والقدمين واليدين والأذنين والأنف، وتظهر عند المصابين بداء السكري.:681:467–8